# Macheiramphus alcinus
El milano murcielaguero (Macheiramphus alcinus) es una especie de ave accipitriforme de la familia Accipitridae. Es nativo del África subsahariana, el sur de Asia y Nueva Guinea. Es la única especie de su género.

## Descripción
M. alcinus es un ave de presa delgada, de tamaño medio, por lo general unos 45  cm de largo. Tiene alas largas y una silueta parecida a la de un halcón. Los adultos son de color marrón oscuro o negro, con una mancha blanca en la garganta y el pecho. Tienen una raya blanca por encima y debajo de cada ojo. Los ejemplares jóvenes tienen un plumaje de color marrón moteado y tienen más plumas blancas que los adultos.

## Comportamiento
El milano murcielaguero es crepuscular y suele cazar al oscurecer. Se alimenta principalmente de murciélagos, aunque su dieta también incluye aves pequeños e insectos. Caza sus presas en el vuelo, persiguiéndolas a alta velocidad. Alrededor del 49 % de sus cacerías tienen éxito.

## Distribución y hábitat
Su área de distribución se extiende por el África subsahariana, y del sur de Asia hasta la isla de Nueva Guinea.
Puede vivir en gran variedad de hábitats, desde selvas tropicales hasta zonas semiáridas, pero requiere de espacios abiertos para poder cazar.

## Subespecies
Se reconocen tres subespecies, incluyendo la subespecie tipo:
| Subespecie       | Descriptor      | Región                                                                  |
| ---------------- | --------------- | ----------------------------------------------------------------------- |
| M. a. alcinus    | Bonaparte, 1850 | sur de Birmania a la península de Malaca, Borneo, Sumatra y las Célebes |
| M. a. andersonii | (Gurney), 1866  | sur de África al desierto del Sahara, y Madagascar                      |
| M. a. papuanus   | (Mayr), 1940    | este de Nueva Guinea                                                    |